# ذنبان حبشي
ذَنَبان حبشي (الاسم العلمي: Caylusea abyssinica)، نوع من النباتات الموجودة في شرق إفريقيا.
تُستخدم الأجزاء الهوائية للأكل كخضروات في تنزانيا وإثيوبيا.